# Mbundufolket
Mbundufolket, även Kimbundu eller Ambundu, är en folkgrupp inom kongofolken som lever i nordvästra Angola, norr om floden Kwanza. De talar språket kimbundu och portugisiska, som är landets officiella språk.  
Mbundufolket är den näst största etniska gruppen i landet enligt den senaste folkräkningen. Idag lever många mbundu i och omkring huvudstaden Luanda. Många lever också i Bengo-, Cuanza Norte-, Cuanza Sul- och Malanje-provinserna. Ledaren i mbundus kungadöme kallades Ngola, vilket också var Angolas ursprungliga namn.